# I. e. 534
Évszázadok: i. e. 7. század – i. e. 6. század – i. e. 5. század
Évtizedek: i. e. 580-as évek – i. e. 570-es évek – i. e. 560-as évek – i. e. 550-es évek – i. e. 540-es évek – i. e. 530-as évek – i. e. 520-as évek – i. e. 510-es évek – i. e. 500-as évek – i. e. 490-es évek – i. e. 480-as évek
Évek: i. e. 539 – i. e. 538 – i. e. 537 – i. e. 536 –  i. e. 535 – i. e. 534 – i. e. 533 – i. e. 532 – i. e. 531 – i. e. 530 – i. e. 529

## Események
- Tarquinius Superbus római király uralkodásának kezdete (i. e. 509-ig)
- A görög Theszpisz drámájában először léptet fel színészt a karral szemben. (Az Európai színjátszás kezdete.)

## Halálozások
- Servius Tullius római király